# LiMux
LiMux fue un proyecto del ayuntamiento de Múnich para migrar sus sistemas de software, incluyendo 14 000 ordenadores personales y portátiles de los empleados públicos, a software libre.
LiMux era también el nombre de la distribución de GNU/Linux que se utilizó para el proyecto. LiMux fue la primera distribución basada en GNU/Linux certificada para uso de la industria por el TÜV IT (ISO 9241), Servicio Técnico, Alemania. Estaba basado originalmente en Debian. La versión 3, disponible desde diciembre de 2010, estaba basada en Ubuntu 8.10 y la versión 4, disponible desde agosto de 2011, se basaba en Ubuntu 10.10, y utilizaba el escritorio KDE 3.5.

## Historia
El proyecto LiMux surgió indirectamente ante el anuncio por parte de la empresa Microsoft de suspender el soporte en uno de los sistemas operativos de mayor renombre, Windows NT Server 4.0. Este procedimiento es habitual en Microsoft, para hacer presión al usuario para intentar que cambie de versión en los sistemas operativos y/o aplicativos.
A partir de este anuncio, la Alcaldía del Ayuntamiento de Múnich puso a consideración la posibilidad de implementar alternativas viables y seguras que satisficieran todas las expectativas de los usuarios, motivo por el cual delegó un estudio universitario para que analizaran alternativas de solución. En este estudio, se presentaron varias opciones de Software, inclusive con productos de Microsoft, y otras de Software libre. En el momento de la elección se tuvieron en cuenta varios criterios, pero se dio preferencia al enfoque de la independencia tecnológica; no se querían exclusividades, ni estar atados a un solo distribuidor, sino que se pretendía brindar oportunidades de trabajo de servicio profesional, y dar el consiguiente estímulo laboral en la región. Otros criterios que también tuvieron gran peso fueron: tener acceso al código fuente; y el costo de la inversión (como es importante para cualquier otra entidad pública y por obvias razones).
En el año 2003, se inició la migración a software libre con el proyecto LIMUX (Linux Múnich). Hubo bastantes detractores, pero también se integraron las soluciones teniendo en cuenta las sugerencias y el trabajo específico de los funcionarios. LiMux se fundamentó en Debian GNU/Linux Sarge, usando KDE como escritorio por defecto, OpenOffice.org 2.x como la suite oficial, entre otras aplicaciones. La idea fue implementar una nueva distribución construida a medida, bajo los conceptos de software libre, y que permitiera satisfacer todas las necesidades de la administración municipal, a la vez que brindara mayor control sobre el tipo de patentes de las aplicaciones, para obtener un producto final de alta calidad y libre.
Los motivos para la migración no fueron solamente un menor costo, sino también "razones de calidad estratégica" (mayor independencia de proveedores y mayor flexibilidad para el futuro) y el "fomento de la competencia en el software" (es decir, de la industria local), el coste final de la implantación fue de 60 millones de euros.
A mediados de 2014, empezaron a alzarse voces por parte de la oposición criticando el proceso de la migración y la bajada en el rendimiento de los empleados. En 2016, el problema seguía vigente y, lejos de haberse completado la migración, al haberse instalado una distribución propia de Linux, se complicó el proceso de mantener actualizados los equipos. En 2016, no sólo no se había solucionado el problema, sino que tan solo un 45 % de los equipos con LiMux contaban con la última versión de dicha distribución mientras que un 10 % de los equipos con Windows aún seguían ejecutando Windows XP. Finalmente, en 2017, y tras una votación en el ayuntamiento, se admitió la propuesta de migrar todos los equipos a Windows 10 y Office 2016, cuya implementación, se estima, concluirá en 2020.

## Áreas de Gobierno implicadas
El Proyecto LiMux, es una iniciativa local que involucra al Ayuntamiento de la ciudad de Múnich y a todas sus dependencias (Oficinas administrativas, escuelas, bibliotecas, etc.)
3.1. Colaboración con otros organismos públicos
En abril de 2008, la Ciudad de Múnich y el Ministerio Alemán de Asuntos Exteriores anunciaron su cooperación en el tema de Software Libre y en el uso de estándares abiertos en la administración pública. En un primer taller de trabajo, expertos de ambas partes destacaron los intereses comunes en las áreas de estrategia de Tecnologías de la Información, en la migración al sistema operativo GNU/Linux y al paquete de ofimática OpenOffice. A raíz de este acercamiento, y tras la experiencia, los dos organismos han planeado lanzar varios proyectos conjuntos.
Ambos organismos harán un amplio uso de la distribución GNU/Linux Debian y de aplicativos como Thunderbird y Firefox. Como tal, han enfrentado retos similares en la migración de los procesos administrativos, su planificación es implementar GNU/Linux en 25 000 computadores de escritorio. Y gracias a la cooperación de los dos organismos, se presentan como un equipo en eventos de comercio y ferias de software, con objetivos comunes, un mismo reto, y un mismo camino: el Software Libre.
El Proyecto LiMux ha brillado con luz propia, ha llamado la atención sobre el uso de programas de software libre en la administración pública a nivel mundial, ya que se trata de la tercera ciudad en número de habitantes de un país tan importante como es Alemania. En la primera mitad de 2008, más de 50 representantes de una docena de otras administraciones públicas y consultores visitaron Múnich para aprender acerca del proyecto de migración, y actualmente son muchos más los que están interesados en conocer más acerca de su implantación, problemas encontrados y los resultados obtenidos.
En mayo de 2008, la ciudad de Múnich lanzó Wollmux en la plataforma OSOR, bajo la licencia EUPL. Wollmux es un plugin para OpenOffice que ayuda a gestionar las plantillas y formularios. Florian Schießl, coordinador adjunto del Proyecto LiMux, comentó que personas de otras administraciones públicas a través de Europa, le preguntaban frecuentemente si la ciudad de Múnich compartiría Wollmux. Después de que el Departamento Legal de la Ciudad de Múnich diera luz verde, se publicó Wollmux para su libre distribución, algo que para la ciudad fue magnífico, pues se ha estimado que cuantos más usuarios tenga Wollmux, será más rápido encontrar errores, al considerar que estos últimos serán reportados con prontitud y podrán arreglarse de una forma más eficiente por los mismos usuarios o por el Equipo del Proyecto LiMux. También se confía en que otras administraciones públicas podrán añadir nuevas funcionalidades a Wollmux y éstas se compartan a su vez, con lo cual se verá beneficiada la Ciudad de Múnich, y todos los usuarios de otras administraciones, con las mejoras realizadas en otros lugares.
La Señora Alcaldesa Diputada, Christine Strobl, ve el lanzamiento de Wollmux como una clara ventaja para la ciudad de Múnich, ya que la libre distribución de los resultados y soluciones es un paso consecuente hacia una gran apertura e independencia de las administraciones públicas de las compañías de software individuales. Además afirma que la Ciudad de Múnich tiene como objetivo: lanzar otros aplicativos en el futuro, siempre bajo licencias de software libre.

## Principales responsables
El proyecto desde su inicio ha tenido todo el apoyo de las autoridades municipales, muy en especial de su alcalde, Christian Ude, quién ha sido uno de los más entusiastas y está más orgulloso y contento por el proyecto de migración de LiMux. En 2003 afirmó: "Con esta decisión histórica, en principio, Múnich no es sólo la primera gran ciudad alemana con independencia del proveedor de su infraestructura de TI, es también es una clara señal de la creciente competencia en el mercado de software".
Como responsables de la parte técnica hay que fijarse en LiMux Die IT-Evolution.
El proyecto fue dirigido por Peter Hofmann, con un equipo compuesto de la siguiente forma:
- 10 desarrolladores.
- 1 gestor del conocimiento (Kirsten Böge).
- 1 arquitecto IT (Dr. Jutta Kreyss).
- 2 personas en la oficina de gestión de proyectos.
- 21 responsables de la migración, uno por cada uno de los 21 departamentos de TI.

## Tecnologías migradas
Las áreas de trabajo que han sido migradas son muy amplias y con diferentes actividades de desarrollo, por lo tanto es muy complejo describir cada uno de los ambientes de trabajo, que se han adaptado a las necesidades de los usuarios, pero en los siguientes cuadros, se trata de resumir los datos más importantes de la migración.
- Número de empleados:  33 000 (1000 están ubicados en el área de Tecnología Informática).
- Número de estaciones PC de trabajo: 15 000.
- Número de departamentos independientes de Tecnología Informática: 22.
- Sistema operativo: Se pasó de Windows NT 4.0 al Cliente LiMux (Basado en Debian).
- Paquete de Ofimática: Se pasó de Microsoft Office a OpenOffice.
- Wollmux: Dentro de la migración Linux, se gestó la herramienta Wollmux, para el desarrollo de plantillas y formularios.
- Dependencias: Ayuntamiento, atención a público, escuelas, bibliotecas, entre otros.

## Características adoptadas en los sitios de trabajo
- Sistema operativo: LiMux (basado en Ubuntu).
- Escritorio: KDE.

Suite de Oficina: OpenOffice.org
- Navegador / Browser: FireFox.
- Cliente de correo: Thunderbrid.
- Editor gráfico: GIMP.
- Formato de texto adoptado: ODF (Open Documento Format).

Observación: El formato de archivos ODF es ahora el estándar de documentos internos de Múnich, mientras que el formato PDF se utiliza para distribuir contenido no editable. Respecto a la estandarización sobre ODF, no se trata simplemente de reemplazar una suite de oficina por otra, ya que se requirió de un gran esfuerzo para eliminar todas las dependencias que existían con la suite de Microsoft.

## Dependencias de procesos y software
Se tuvieron que migrar y consolidar unas 20 000 plantillas que fueron convertidas a nuevas plantillas, macros y aplicaciones web. Para gestionar esta gran cantidad de plantillas, desarrollaron una extensión para OpenOffice.org llamada: WollMux; con la que integraron sus plantillas con servicios internos de la organización, agregando funcionalidad que impacta positivamente en la productividad de sus usuarios.

## Los clientes LiMux
Después de la migración a OpenOffice.org, los departamentos comenzaron la migración al cliente LiMux. En un proceso de licitación a nivel europeo, una empresa mediana ganó la licitación. Junto con el equipo del proyecto LiMux desarrollaron un escritorio (interfaz gráfica de usuario), basada en Debian y KDE. El cliente desarrollado ha sido certificado por TÜV (Asociación de Supervisión Técnica).
Cuando comenzó LiMux, no había herramientas centrales para la distribución de software y control de usuarios, así que LiMux junto con la empresa desarrollaron una herramienta de "Instalación completamente automática" (FAI - Full Automatic Installation) para la distribución de software, con la herramienta de configuración basada en web, GOsa². Ahora los datos de configuración y los datos de usuario se gestionan en un servicio de directorio centralizado.
Para requisitos específicos, Múnich cuenta con 300 aplicaciones de negocio (por ejemplo, contabilidad de costes y actividad, registro de vehículos, registro de dirección). Todas éstas aplicaciones tienen que correr con OpenOffice.org y Linux.

## Proceso de adopción
El proyecto de migración está muy avanzado, y prácticamente está entrando en su parte final, donde todos los puestos de trabajo de la administración funcionarán con el nuevo sistema operativo y aplicativos.
A continuación se detalla cronológicamente los hechos más importantes desde el inicio de la propuesta, hasta el estado actual del proyecto de migración:
- Noviembre de 2001: El Consejo Municipal de Múnich, después de estudiar posibles alternativas al uso de sistemas operativos y programas de Microsoft, publica una 1.ª resolución.
- Abril de 2002: Se hace pública una 2.ª resolución del Consejo Municipal relativa al estudio de alternativas sobre el uso de sistemas operativos privativos.
- Agosto a diciembre de 2002: La consultora Unilog realiza un informe sobre la viabilidad de realizar una migración a FLOSS, obteniendo 6218 puntos ( sobre 10 000 ) a la alternativa Linux/OpenOffice, frente a 5293 a la actualización de Windows. La recomendación era a favor de la opción Linux/OpenOffice, que estaba respaldada por IBM y SuSE, donde primaba no tanto criterios técnicos o económicos; sino objetivos estratégicos, que había fijado el Consejo, como la posibilidad de que fuese el propio Consejo quien fije el calendario de actualizaciones, en lugar de estar forzado a ellas por contrato.
- Diciembre de 2002: Microsoft anuncia suspender el soporte al sistema operativo Windows NT 4.0 utilizado en la administración local.
- Marzo de 2003: El presidente de Microsoft, Steve Ballmer, junto al exejecutivo responsable de Linux en la IBM alemana, Jurgen Gallman, ahora contratado por Microsoft, visitan al alcalde de Múnich, Christian Ude, y le anuncian un acuerdo con el Ministerio del Interior alemán que supondrá un 15 % de descuento para todas las administraciones alemanas que contrataran a Microsoft. Posteriormente se plantearía una nueva rebaja de la oferta de Microsoft en 4,7 millones de dólares, dejándola en 31,9 millones. Las rebajas propuestas eran: la formación gratuita de los usuarios, las excepcionales condiciones de actualización para Windows XP ( 6 años en vez de 5) y ahorrarse la próxima actualización de Office, lo que permitía a Múnich utilizar estos programas hasta 2010.
- Abril de 2003: IBM/SuSE rebaja su oferta.
- 21 de mayo de 2003: Se realiza un sondeo entre los miembros del Consejo, que ratifican la mayoría a favor de la opción de Linux.
- 27 de mayo de 2003: Gallman envía un fax al alcalde Ude, rebajando su oferta en 8,2 millones de dólares ( se rebajaban las licencias de Windows XP y de sus actualizaciones y se permitía instalar Word sin necesidad de instalar el paquete completo de Office).
- 28 de mayo de 2003: El Consejo de la ciudad de Múnich aprobó la migración y decidió preparar un plan detallado con la colaboración de IBM y SuSE.
- Diciembre de 2003: Se plantea un problema de presupuesto, no se disponía de los fondos necesarios para llevar a cabo el estudio para la migración, resolviéndose con una oferta conjunta de las compañías IBM y SuSE.
- Junio de 2004: El proyecto fue corroborado por otra resolución. El Ayuntamiento vota 50-29 a favor de la migración. Se ha previsto que la migración se complete inicialmente en el 2008.
- Agosto de 2004: El proyecto fue congelado temporalmente por un problema de patentes.
- Septiembre de 2004: El Consejo decide continuar con la migración. Se trata de migrar el sector clientes, los puestos de trabajo, los servidores de archivos seguirán funcionando con Novell Netware y SUN PC-Netlink. Se trata de un total de 14 ordenadores. Se determinó la migración gradual, agotando los términos de servicio de los programas privativos utilizados y la formación y familiarización del personal con el nuevo software.
- Abril de 2005: Es seleccionada la plataforma Debian.
- Septiembre de 2005: Se decide un año de prueba piloto, por lo que la migración se retrasará un año según lo previsto.
- Septiembre de 2006: Comienza la migración.
- Noviembre de 2008: Se migran a LiMux 1200 de los 14 000 ordenadores propuestos.
- Diciembre de 2009: Se ha realizado el cambio completo de OpenOffice.org permitiendo el formato Open Document como formato estándar.
- Junio de 2010: 3000 PCs ya son LiMux.
- Febrero de 2011: 5000 puestos de trabajo usan LiMux
- Junio de 2011: Más de 6500 puestos de trabajo se basan en LiMux
- Diciembre de 2011: 9000 equipos se basan en LiMux
- Julio de 2012: Aproximadamente 10 500 puestos son LiMux
- Noviembre de 2012: En un informe se muestra que el ahorro con LiMux supera los 10 millones de Euros.
- Noviembre de 2016: El nuevo ayuntamiento cuestiona la migración a LiMux y su continuidad.
- Noviembre de 2017: Tras una votación el ayuntamiento acuerda abandonar LiMux y crear un nuevo proyecto para volver a Windows.

## El estado de la migración a LiMux
La migración a LiMux se ha realizado dentro de los tiempos planificados. Hay que recordar que esta migración ha estado basada en una estrategia gradual dividida en pasos pequeños que den el tiempo suficiente para resolver problemas con soluciones bien planteadas y ejecutadas. En los planes originales, se estableció el año 2012 como meta para migrar completamente, y en este momento han implementado exitosamente la mayoría de los planes. En la recta final, la mayor parte del trabajo ha sido básicamente instalar clientes GNU/Linux. Ya que todos los usuarios están familiarizados con aplicaciones FLOSS. La dificultad de la migración muestra qué tan grande es la inamovilidad en IT, debido al monopolio que ejerce una presión enorme y trata de implementar mecanismos de los que no se puedan escapar; pero éste proyecto demuestra que no hay mejor momento que el presente para escapar del monopolio.
Como solución es: económica, rentable, poderosa, estable, robusta y segura. Permite aplicar estas tecnologías en ambientes de tipo social como la educación, la sistematización de las entidades del estado, lo manejos de comunidades remotas, el comercio electrónico, etc.

## Acciones llevadas a cabo en el marco de la adopción

### Capacitaciones

#### LiMux
- Básica: Capacitación para todos los empleados. Duración 0.5 - 1 día.
- Avanzada: Capacitación para Asesores TI. Duración indefinida.

#### OpenOffice - WollMux
- Básica: Capacitación para todos los empleados. Duración 0.5 - 1 día.
- Avanzada: Usuarios avanzados. Duración de acuerdo a los módulos Office.

#### Otras acciones de capacitación
Entrenamiento cara a cara, uso de herramientas de e-learning, profundización en temas importantes (Suite OpenOffice, Cliente LiMux, etc.)

#### Entrenamiento de empleados
El día de formación fundamental de cada usuario, se obtenía una visión general de las funcionalidades principales de las nuevas aplicaciones y herramientas. Además, se maneja un concepto de formación modular que permite elegir entre diferentes temas:
- Writer: Cartas en serie, documentos de gran tamaño...
- Calc: fórmulas y funciones, tablas, listas, filtros,...
- Impress: creación de presentaciones.

Por otra parte, la plataforma de e-learning: "LiMux-Lernwelt", permite profundizar en los conocimientos adquiridos. Dicha plataforma ganó el premio eureleA en 2007 (una especie de "Oscar" para el e-learning).
Todas estas opciones se completan con software para preguntas frecuentes (Faqs) y wikis.

### Actos Públicos
Dado el gran impacto que ha tenido el Proyecto LiMux, delegados de administraciones públicas de Alemania y de toda Europa, han viajado a Múnich, para ver de primera mano este caso de éxito y para formalizar alianzas y colaboraciones. El proyecto se ha presentado en varias ferias y eventos de software.
En la página del proyecto LiMux podemos encontrar las últimas noticias, y la participación en diferentes eventos, congresos y ferias. En el año 2012, participaron en la Conferencia de LibreOffice 2012, Deutschen Bundestag 201, Open Knowledge Festival 2012, Civil Service Event about FOSS (London, 2012), Linux Tag 2012, Neue Verwaltung, entre otros muchos. Otros eventos en los que han participado son importantes como FOSDEM 2010 (Free and Open Source Software Developers’ European Meeting) y OpenExpo 2009.

## Visibilidad e impacto social
El proyecto ha causado muy buenas sensaciones en diversos sectores, por ejemplo, muchas de las administraciones públicas de Alemania, y de otros países se han interesado por conocer más en profundidad el proyecto, para determinar el éxito, y el camino que les ha llevado a él, sin olvidar los obstáculos que ha debido sortear por el camino.
Los medios de comunicación se han hecho eco de toda la información referente al Proyecto de LiMux desde sus inicios, allá por el año 2003. El atractivo de este proyecto se debe a la valentía y arrojo de las personas que han creído en este proyecto, uno de los más ambiciosos llevados a cabo actualmente, siendo la tercera ciudad en número de habitantes de un país tan importante como es Alemania. Se pueden revisar las referencias generales de éste documento, y se puede apreciar la gran cantidad de noticias referentes al proyecto, de cómo se fueron dando las decisiones, el estado y los logros conseguidos.
El éxito y la importancia del Proyecto LiMux, ha conseguido que otras ciudades emprendan el mismo camino, y hay proyectos similares en las ciudades de Ámsterdam con Open.Ámsterdam, Zaragoza con AZLinux, con bastante éxito, aunque otros han sido abandonados, como en Viena: Wiemux.
Datos estadísticos que determinan el impacto social de proyecto.

### Inversiones presupuestadas
| Migración                                                   | Proyectado      |
| ----------------------------------------------------------- | --------------- |
| Windows 2000 a Windows 7 y MS Office 2010 / 11 000 usuarios | 34.0 € millones |
| Windows 2000 a Windows y OpenOffice.org / 11 000 usuarios   | 29.9 € millones |
| Windows 2000 a LiMux y OpenOffice.org / 11 000 usuarios     | 22.8 € millones |

### Ahorro efectuado
| Migración                                                                                  | Ahorro                  |
| ------------------------------------------------------------------------------------------ | ----------------------- |
| Licencias de Software comparado con la migración a Windows 7 y MS Office                   | 6.8 € millones          |
| Costos de Actualización de Hardware                                                        | 4.7 € millones de euros |
| Open Office sobre Windows, el nuevo hardware, las licencias y la migración de aplicaciones | 7,4 € millones de euros |

Observación: La inversión correspondiente a ciertos subsistemas fue más costosa que la misma solución usando Windows. Por ejemplo, el desarrollo para LiMux de un sistema para aplicaciones web que trabajan con bases de datos ha costado 273 132 euros, alrededor de cinco veces más de lo que hubiera costado si se hubiese optado por cualquiera de las dos opciones basadas en Windows.
El análisis de costos fue a partir de los 11 000 PC, no obstante, el número de PCs que corren con LiMux ha llegado a 12 600 y para finales del año 2012, la ciudad planea haber migrado  a 15 000 de los PC disponibles.